# طلا (فیلم ۲۰۱۸)
طلا (به هندی: Gold) فیلمی محصول سال ۲۰۱۸ و به کارگردانی ریما کاگتی است. در این فیلم بازیگرانی همچون آکشی کومار، مونی روی، کونال کاپور، آمیت ساد، وینیت کومار سینگ، نیکیتا دوتا ایفای نقش کرده‌اند.